# 吕冀平
吕冀平（1926年—2017年），笔名李之琛、李思枚、郭中平（与郭翼舟、张中行合用）等，男，山东黄县人，中国语言学家，黑龙江大学教授，曾任中国语言学会常务理事。